# Tempio di Atena Nike
Il tempio di Atena Nike  o tempio della Nike Aptera è uno dei principali monumenti dell'Acropoli di Atene.
Si trova sul lato ovest dell'acropoli, presso i Propilei, a pochi metri dall'orlo delle rocce a strapiombo che caratterizzano l'Acropoli. Costruito probabilmente intorno al 425 a.C. in ordine ionico, è un tempietto anfiprostilo tetrastilo (con quattro colonne libere sulla fronte e sul retro) ornato nei fregi di preziosi bassorilievi che narrano vicende di una battaglia fra Greci e Persiani (probabilmente Maratona).

## Storia

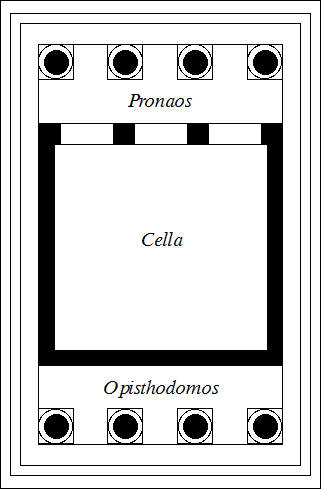
Pianta del tempio di Atena Nike

Questo esempio di architettura dell'epoca classica, probabile opera dell'architetto Callicrate, coautore del Partenone, è stato il primo edificio in stile completamente ionico dell'Acropoli; tutti gli altri edifici presentano falsi fusioni di stile ionico e dorico.
Intorno al 410 a.C. fu circondato da una balaustra scolpita con motivi di Nike colte in varie attività (celebre quella che si riallaccia un sandalo) che assolveva inoltre allo scopo di evitare che i visitatori del tempio cadessero nel precipizio; i rilievi, ora al museo dell'Acropoli, eseguiti in un momento storico gravido di cattivi presagi per Atene, costituiscono un passo indietro sul versante dell'attenzione alla resa naturalistica del corpo umano e delle vesti, e sembrano indicare che l'artista ricercava effetti diversi, di carattere pittorico, che ha spinto alcuni critici a parlare di protoellenismo.
Il fatto che potessero venire osservati dalla ripida salita ai Propilei, unica via d'accesso all'acropoli, consentì la ricerca di particolari effetti prospettici. La statua di culto, come ci viene descritta da Pausania, era di legno e portava in mano una melagrana. La statua era aptera, cioè senz'ali, il che si spiegava col fatto che la dea non avrebbe dovuto mai più lasciare la città.
Sul sito dell'attuale tempio scavi archeologici hanno individuato nell'area una fossa per offerte dell'età del Bronzo; in epoca arcaica vi sorse un tempio che come il resto dell'Acropoli fu distrutto dai Persiani nel 480 a.C. La ricostruzione del tempio viene da alcuni collegata alla pace di Nicia, che avrebbe potuto inaugurare un periodo di grande gloria per la città infatti, alla firma del trattato di pace di quest'ultimo, la città finì di combattere temporaneamente con Sparta.
Ma la crisi creativa di Atene, che era come un presagio della sconfitta totale della città nella seconda parte della Guerra del Peloponneso pare echeggiata nella monotona ripetizione di Vittorie nella balaustra costruita solo pochi anni prima dell'Egospotami. Sotto la dominazione turca il tempio fu smantellato e le pietre riutilizzate nel 1687 per costruire un bastione difensivo; quest'ultimo rimase sul sito dell'antico tempio fino all'indipendenza della Grecia, quando nel 1831 fu decisa la (altamente simbolica) ricostruzione del sacello; il tempio è stato smontato ancora due volte (1930 e 1998) per permettere il restauro delle pietre e l'integrazione di altri pezzi ritrovati in successivi scavi.

## Restauro 1935-1940
Nel gennaio 1934, il Consiglio di Stato greco formò una commissione per ispezionare il bastione e il santuario di Atena Nike. Nel corso degli anni precedenti, le strutture si erano gradualmente assestate: il tempio si era abbassato di venti centimetri sui lati occidentale e meridionale; la muratura fatiscente del bastione aveva iniziato a inclinarsi e a cedere. La commissione raccomandò un restauro approfondito. Nikolaos Balanos fu incaricato di dirigere i lavori, che iniziarono nell'ottobre 1935. Il tempio fu completamente smontato, il bastione parzialmente. Balanos smontò la muratura del periodo classico, così come alcune parti delle mura tardo-elladiche, per raggiungere la roccia. Il lavoro ha portato alla luce un santuario del primo periodo classico con una testa di tempio. Balanos documentò attentamente lo svolgimento dello scavo. Sulla superficie rocciosa esposta è stata posta una fondazione in calcestruzzo come nuovo supporto per il bastione. Sulla fondazione formata è stato ricostruito il naiskos del tempio con pareti in cemento e l'accesso al santuario sotterraneo attraverso un foro nel pavimento del tempio.
Balanos non fece uno studio approfondito prima dei lavori. Ha risistemato molte parti, ma nuovamente, come nel primo restauro, le ha collocate nei posti sbagliati e ha preso in prestito alcune parti da altri edifici. A quanto pare, il restauratore utilizzò deliberatamente parti che non appartenevano originariamente al tempio e al muro del bastione perché voleva usare un marmo esteticamente bello e considerava l'origine del materiale un fattore di minore importanza. La crepidoma del tempio fu restaurata con una pendenza deliberata per compensare il cedimento del bastione. Uno studio preliminare del monumento avrebbe potuto prevenire questi errori. Inoltre, Balanos utilizzò tecniche non ammesse nella moderna pratica del restauro: i nuovi blocchi furono uniti ai frammenti originali, pur non combaciando, e le superfici furono smussate; i nuovi inserti furono invecchiati artificialmente in modo da essere indistinguibili dagli originali; le parti furono fissate l'una all'altra con aste di colla, cemento e malta di calce; per le fondazioni fu utilizzato calcestruzzo armato, approvato dalla Carta di Atene nel 1931, ma oramai vietato nei lavori di restauro; per rinforzare il tempio furono utilizzate staffe e travi di ferro che, a causa della corrosione e dell'allungamento-compressione, danneggiarono gravemente il marmo (le prime crepe apparvero già negli anni '50).
Nel 1939 Balanos si dimise per motivi di salute. Il Tempio di Atena Nike era ormai stato restaurato fino alla trabeazione. Il progetto fu portato a termine da Anastasios Orlandos, il principale critico dei metodi di restauro di Balanos. Egli aveva precedentemente effettuato uno studio approfondito del tempio e del bastione e, durante l'anno di lavoro, corresse molti degli errori commessi da Balanos e Ross: risistemò correttamente alcuni blocchi della cella e dell'architrave, sostituì gli intarsi in calcare con il marmo e restaurò personalmente le colonne e la trabeazione del tempio. Orlandos studiò molto meglio i dati e colse l'occasione per risistemare i blocchi erroneamente installati da Balanos, ma fu in grado di eseguire questo lavoro solo nelle parti superiori del tempio. Tuttavia, anche il suo lavoro contiene alcuni errori, probabilmente causati dal desiderio di terminare il restauro il prima possibile a causa dell'avvicinarsi della Seconda guerra mondiale. In particolare, il capitello di Pittakis, parzialmente restaurato, fu sostituito da una replica completa e furono aggiunte le scanalature mancanti sulle colonne che non erano state ricreate durante il primo restauro. Il restauro fu completato nel settembre 1940.
Orlandos pubblicò una relazione di restauro intitolata “Nouvelles observations sur la construction du temple d'Athèna Nikè” nel 1947-1948 nel Bulletin de Correspondance Hellenique. La pubblicazione descriveva dettagliatamente l'edificio e le sue dimensioni. La relazione sintetica di Balanos, redatta nel 1940, fu pubblicata solo nel 1956 sulla rivista Archaiologike Ephemeris. A seguito del restauro, il tempio ha assunto l'aspetto di una struttura più coerente di quanto non consentisse la quantità degli elementi superstiti. Ciò è dovuto in parte alla scoperta di nuovi blocchi, ma soprattutto alle tecniche di restauro. Orlandos ha usato il termine “anapaleosis” (“ritorno allo stato antico”) per descrivere il suo lavoro. Il lavoro del 1935-1940 è quindi classificato come ricostruzione piuttosto che come restauro.

## Restauro 2000-2010
Alla fine della Seconda guerra mondiale, per trent'anni i lavori sull'Acropoli furono scarsi o nulli a causa delle difficoltà economiche. Nel 1971, l'UNESCO pubblicò una relazione sul degrado dei monumenti, dovuto al crescente inquinamento di Atene e alle crepe nel marmo causate da graffe di ferro. A partire dal 1965, il Servizio archeologico ellenico cercò di porre rimedio alla situazione, ma non disponeva di fondi necessari poiché il Regime dei colonnelli del 1967-1974 portò la Grecia a una crisi economica. Nel 1975 è stato istituito il Comitato per la conservazione dei monumenti dell'Acropoli (ESMA), con il compito di guidare i lavori di restauro e conservazione. Il Comitato era composto da specialisti e scienziati nei settori di storia, architettura, ingegneria strutturale e ingegneria chimica. Il Comitato basò le sue attività sui principi della Carta di Venezia. Al fine di preservare i monumenti, l'ESMA organizzò nuovi lavori di restauro. L'Eretteo fu smontato, riparato e ricostruito tra il 1979 e il 1987. In seguito, è iniziato il restauro del Partenone e dei Propilei. I lavori dovevano essere completati nel 2000, ma le condizioni dei monumenti risultarono peggiori del previsto. Nel 1999, sulla base del Comitato, è stato costituito il Servizio di restauro dell'Acropoli (YSMA), con l'incarico di eseguire i lavori di restauro e conservazione.
Nel 1994, Demostene Giraud, architetto e capo della Direzione per il restauro dei monumenti antichi, presentò il suo “Studio di restauro del Tempio di Atena Nike”. Il progetto fu sostenuto dai partecipanti a una speciale conferenza internazionale e nel 1999 fu approvato dal governo greco. Nel corso dei lavori si prevedeva di smontare completamente il tempio, di conservarne gli elementi architettonici, di restaurare la crepidoma (le fondamenta), preservando il naiskos del tempio. In seguito, il tempio doveva essere completamente ricomposto, con la corretta disposizione degli elementi e il recupero della curvatura originale. Nel 1998, le parti originali del fregio della trabeazione sono state asportate e poste presso il Museo dell'Acropoli di Atene. I lavori iniziarono nell'ottobre del 2000; il loro termine era previsto per il 2004, ma fin dall'inizio si scoprì che il monumento subì molti più danni di quanto si pensasse. Dei 319 elementi del tempio, solo le colonne non erano seriamente danneggiate. Con grande difficoltà è stato possibile rimuovere l'intonaco di cemento dei precedenti restauri. Un altro problema fu la mancanza di spazio lavorativo sul lato ovest del bastione. Questo problema venne risolto erigendo un'impalcatura lungo tutto il perimetro del santuario.
Il Tempio di Atena Nike venne completamente smontato nel 2002 e la ricostruzione iniziò nel 2004. In questo periodo, tutti gli elementi furono conservati ed è stata rimossa la lastra in cemento armato posata sotto il santuario da Balanos. Il sistema di travi in ferro che sosteneva l'angolo nord-est del tempio e la soletta di cemento armato sono stati sostituiti con una griglia in acciaio inossidabile appositamente progettata. La ricostruzione ha riscontrato problemi con la cella del tempio. È stato effettuato un attento studio del posizionamento originale di tutti gli elementi, che ha permesso di collocare 22 vecchi blocchi e due nuovi blocchi recentemente scoperti al loro posto. I nuovi inserti sono stati ridotti da 14 a 10 pezzi. Uno studio analogo è stato condotto nel 2007 riguardo alla corretta collocazione dei capitelli delle colonne. I lavori si conclusero nell'estate del 2010, quando i restauratori installarono i blocchi dell'architrave, i cassettoni, le copie del fregio scultoreo, la cornice, la sima e parte del frontone est.
Nel 2011-2012 è stato aperto l'accesso alla cripta sotterranea del santuario, sono stati restaurati quattro blocchi del coronamento della facciata settentrionale del bastione, è stato curato il territorio adiacente dopo lo smontaggio delle impalcature.

## Galleria d'immagini

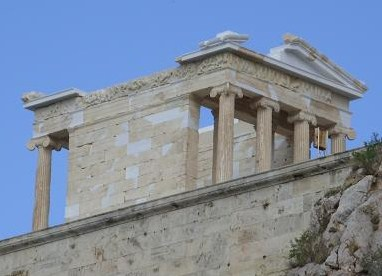
Il tempio visto dal basso.
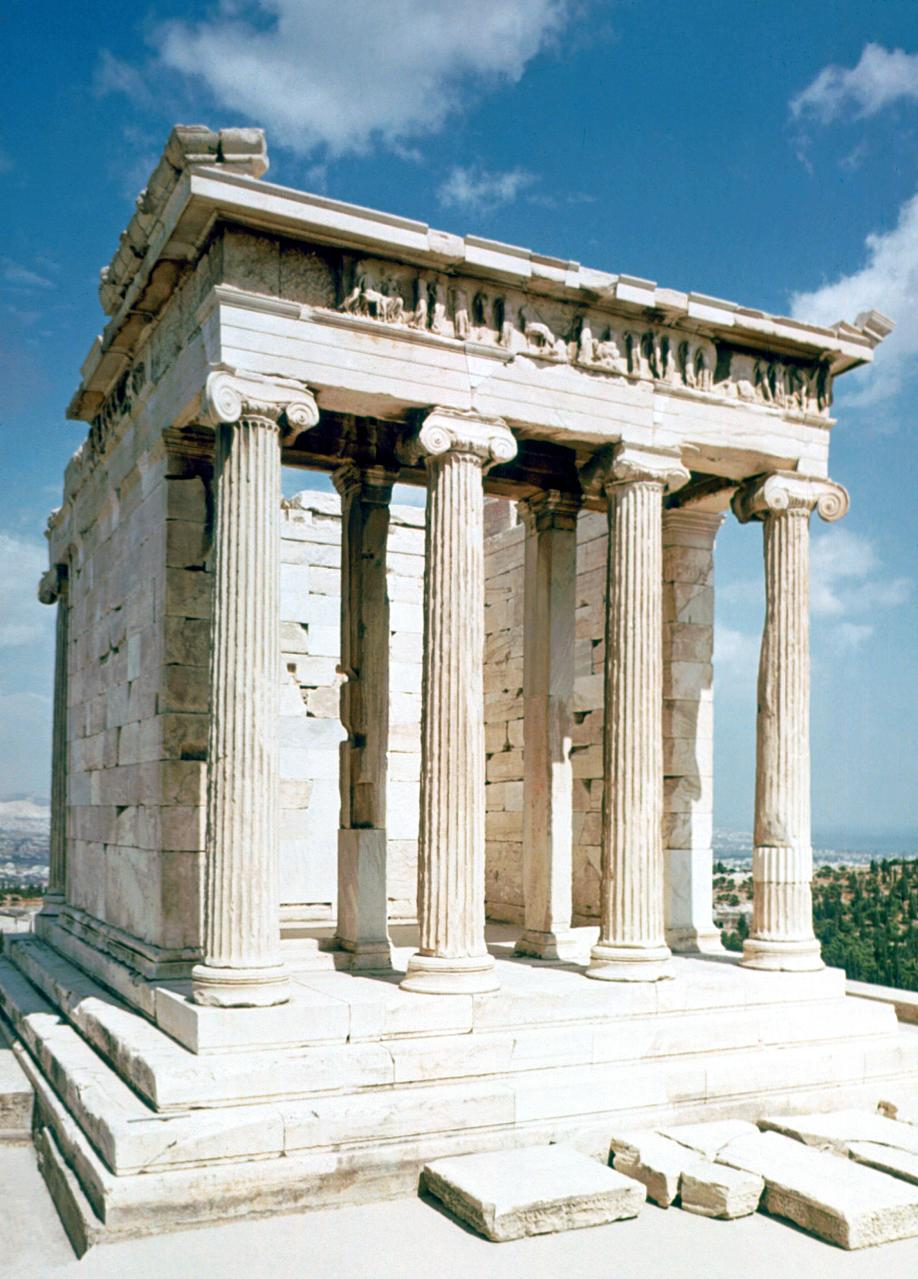
Il tempio di Atena Nike nel 1978.
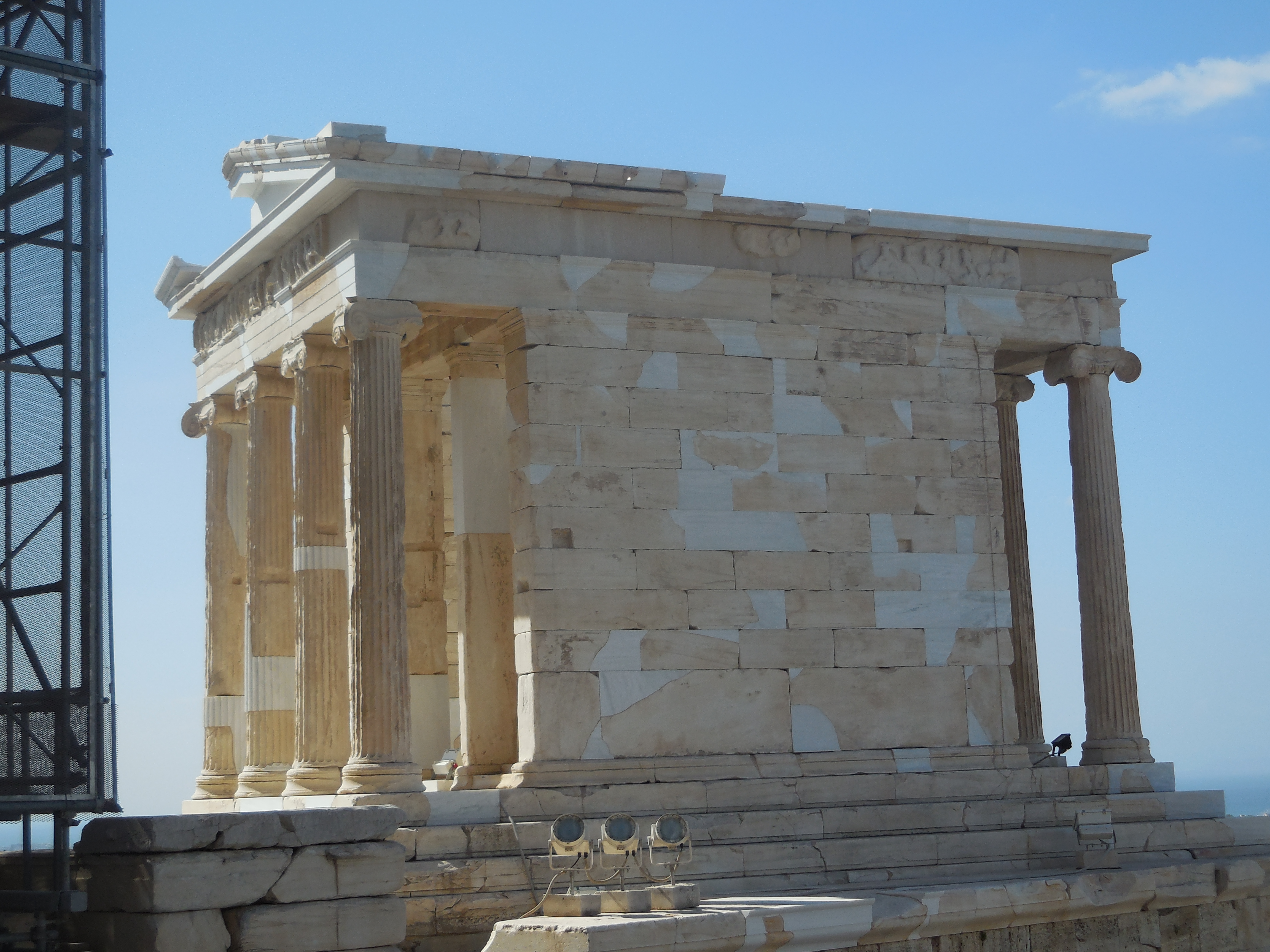
Il tempio di Atena Nike nel 2014.
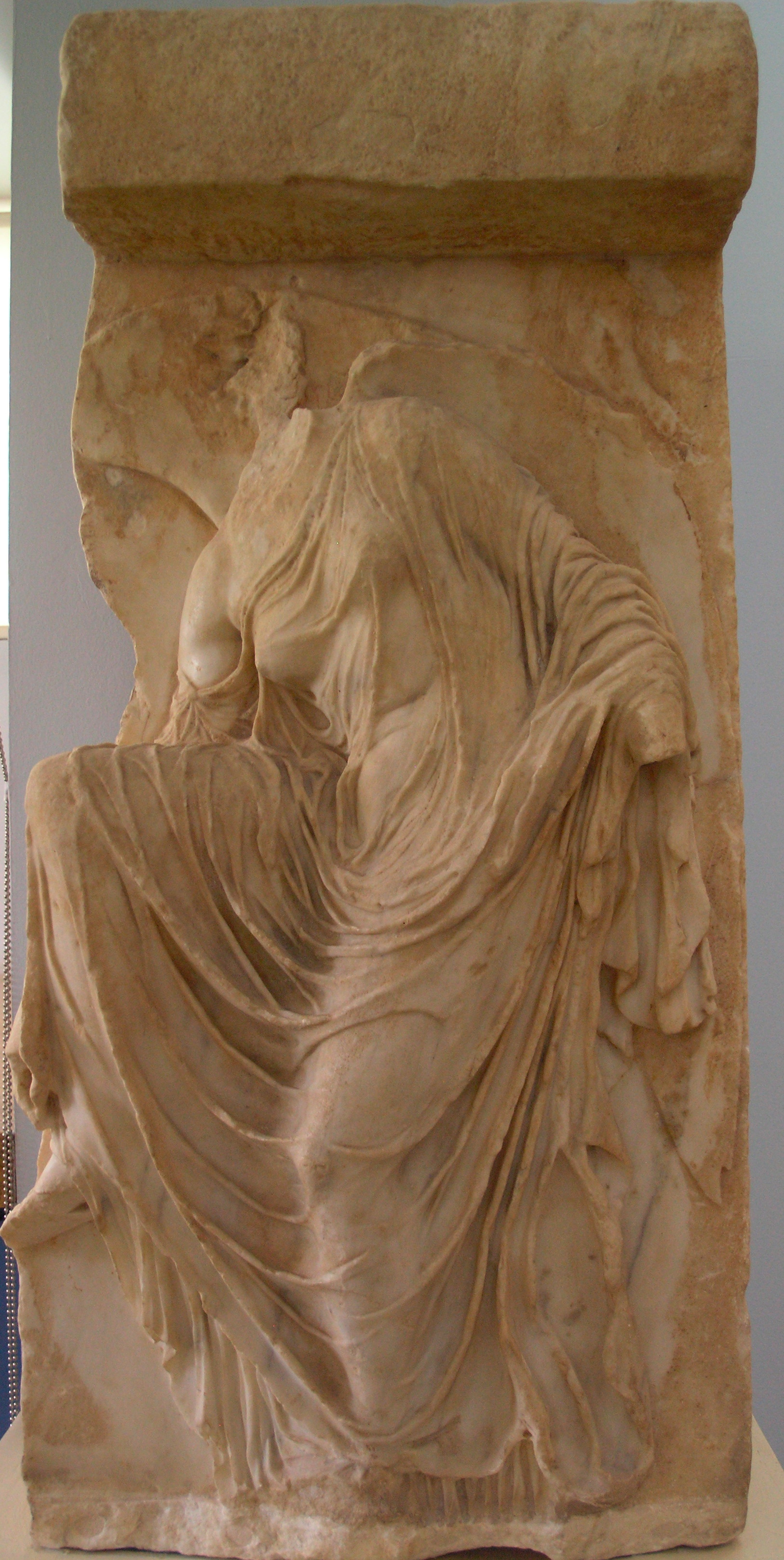
La Nike dal sandalo, frammento dalla balaustra scolpita del tempio.
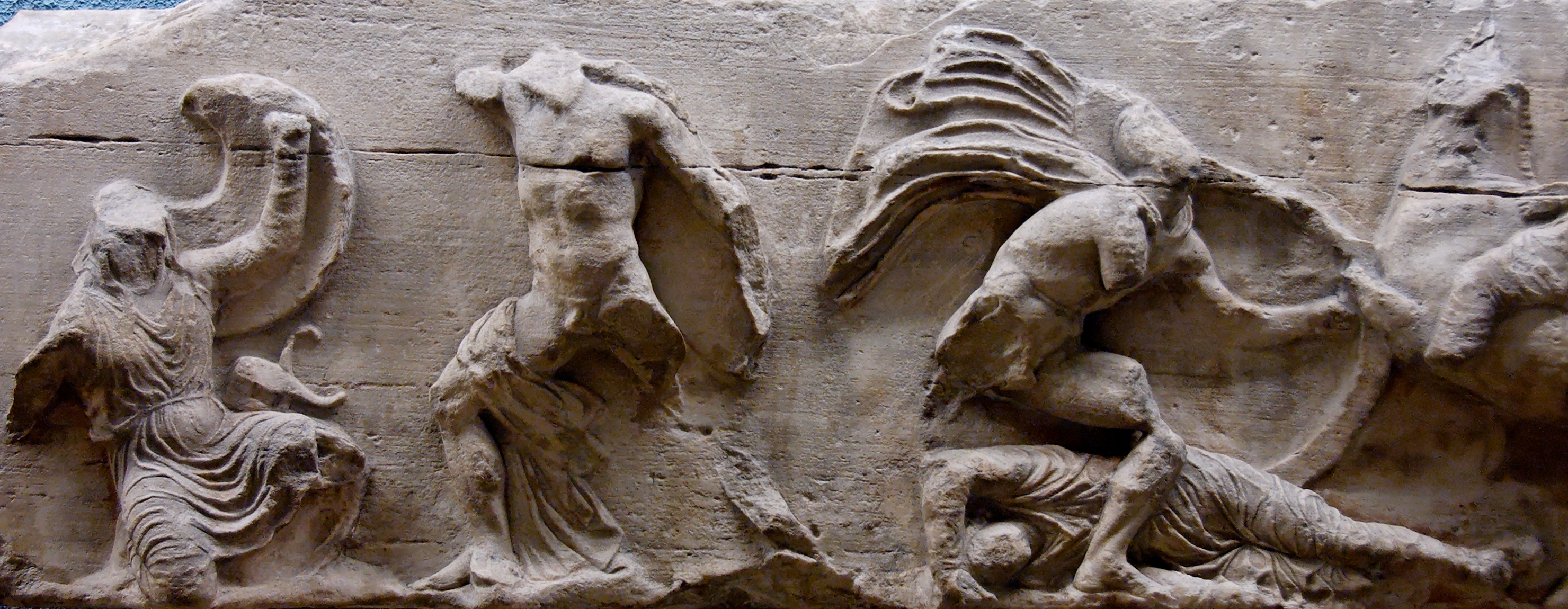
Battaglia tra greci e orientali, blocco dal fregio meridionale del tempio, ca. 425 a.C.
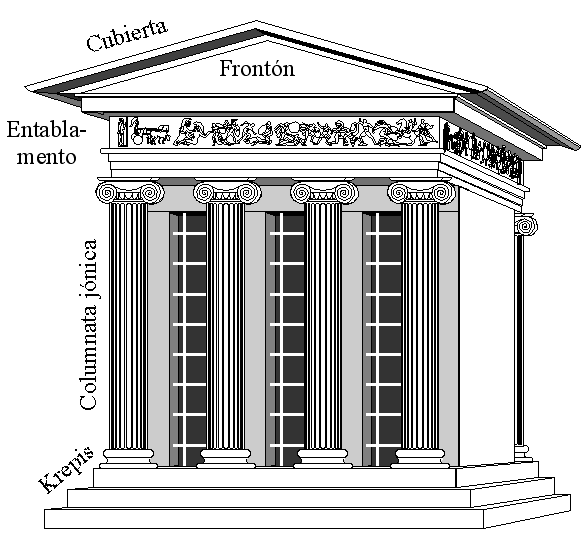
Ricostruzione del tempio di Atena Nike.